# كينتا بيل
كينتا بيل (بالإنجليزية: Kenta Bell)‏ هو منافس ألعاب قوى أمريكي، ولد في 16 مارس 1977.

## وصلات خارجية
- كينتا بيل على موقع الاتحاد الدولي لألعاب القوى (الإنجليزية)
- كينتا بيل على موقع الدوري الماسي (الإنجليزية)
- كينتا بيل على موقع اللجنة الأولمبية الدولية (الإنجليزية)
- كينتا بيل على موقع أوليمبيديا (الإنجليزية)
- كينتا بيل على موقع اللجنة الأولمبية والبارالمبية الأمريكية (الإنجليزية)